# Cylindromyia luciflua
Cylindromyia luciflua är en tvåvingeart som först beskrevs av Villeneuve 1944.  Cylindromyia luciflua ingår i släktet Cylindromyia och familjen parasitflugor.
Artens utbredningsområde är Taiwan. Inga underarter finns listade i Catalogue of Life.